# Yoko Taro
Yoko Taro (横尾 太郎 Yokoo Tarō?)  (Nagoya, Japón, 6 de junio de 1970) es un director de videojuegos y guionista japonés. Comenzó su carrera en la ahora extinta desarrolladora Cavia, su trabajo más reconocido fue la serie de juegos de rol Drakengard y sus juegos derivados de esta, como Nier y Nier: Automata. Yoko Taro nació en Nagoya, Aichi y concluyó sus estudios en la universidad Kobe Design University en la década de los noventa. Aunque al principio no eran sus intenciones incursar en los videojuegos, después de trabajar para Namco y Sony, se unió a Cavia y pasó a ser el director y guionista del primer juego de Drakengard. Desde entonces ha trabajado de lleno en cada juego de la serie (con la excepción de Drakengard 2) incluyendo juegos para celular después de la absorción de Cavia por parte de AQ Interactive.
Cada crítica ha dado a resaltar el peculiar diseño de juegos y forma de escritura de Yoko Taro. Uno de los aspectos más notables de sus obras es la exploración de la parte mala de las personas, como el por qué las personas matan a otras, sin embargo, normalmente no comparte las ideas de aquella naturaleza oscura que refleja en sus historias. Su técnica al escribir, descrita por él mismo como «escritura en reversa, o escritura al revés» implica escribir el final de la historia desde el principio y construir toda la narrativa a partir de ese punto. Puesto que le desagradan las fotografías, usa una máscara con frecuencia cuando concede entrevistas o presenta sus juegos.

## Primeros años de vida y educación
Yoko Taro nació el 6 de junio de 1970 en Nagoya, Aichi.Fue principalmente criado por su abuela, quien dejó una marca muy grande en su vida, pues sus padres solían estar ausentes a causa de sus trabajos. Durante su juventud Yoko escuchó una historia sobre un accidente que daría influencia a su trabajo como guionista más adelante. La historia en principio le pareció horrible, sin embargo también pensaba que tenía un elemento humorístico. Estudio en la universidad Kobe Design University y se graduó en marzo de 1994. Está casado con Yukiko Yoko, una dibujante que trabajo en la serie Taiko no Tatsujin y en Drakengard 3.

## Carrera
A pesar de que no era su intención trabajar en la industria de los videojuegos, su primer trabajo después de graduarse fue como diseñador de imágenes en 3D generadas por computador en Namco.  En 1999 se unió a Sugar  & Rockets Inc, una desarrolladora actualmente extinta que fue propiedad de Sony Computer Entertainment (ahora Sony Interactive Entertainment). Un año después de la compra de Sugar & Rockets por parte de Sony, Yoko Taro consiguió su trabajo en Cavia. Mientras trabajaba en Cavia, Yoko se vio envuelto en el desarrollo y creación de Drakengard. A pesar de que el coproductor Takuya Iwasaki quería ser el director del juego, se encontraba ocupado trabajando en otros proyectos, así que se le pidió a Yoko tomar el rol de director.Aparte de ser el director él se encargo de idear todo el escenario y los personajes del juego, mientras a la par, fue coescritor de la historia junto a Sawako Natori. Durante la producción del juego Yoko no estuvo del todo contento por todos los cambios que pedía el comité de asesores de la compañía, esto a tal grado que decidió que no volvería a trabajar en ningún Drakengard. Más adelante formó parte de la producción de Drakengard 2, y se le dio crédito como editor de vídeo y como parte del grupo creativo del juego.Durante el proceso de producción también estuvo a cargo de otro proyecto, y gracias a esto su idea original del juego, que se trataba de un juego tipo arcade con dragones en el espacio fue descartada y tuvo problemas por la parte creativa con el nuevo director Akira Yasui.
Después del lanzamiento de Drakengard 2, Yoko comenzó a trabajar en la tercera parte, y conforme iba avanzando el desarrollo, la idea inicial evolucionó a tal grado que se le dio un nuevo nombre al juego, pasando a ser Nier, una saga derivada de Drakengard. A pesar de esto Yoko lo siguió considerando como la tercera parte de Drakengard,y después del lanzamiento de Nier y de la compra de Cavia por parte de AQ Interactive, Yoko dejó la compañía buscando una carrera independiente, y durante este periodo trabajó en Square Enix en el juego social Monster × Dragon, y durante gran parte de su trabajo como trabajador autónomo trabajó en juegos para móviles. Varios años después, Yoko volvió a trabajar junto a varios exintegrantes del equipo de producción de Drakengard y Nier para desarrollar la verdadera tercera parte Drakengard, y gracias a varias encuestas determinaron que el mayor atractivo de esta serie eran las historias oscuras. Después del término de desarrollo de Drakengard 3, Yoko regresó a ser desempleado. Después de eso, comenzó a escribir una columna de corta duración para la revista Famitsu llamada "el círculo del mal pensar de Taro Yoko". En 2015, Yoko anunció que acababa de fundar su propia compañía llamada Bukkoro conformada por Yoko, su esposa Yukiko, y Hana Kikuchi, novelista y guionista de Nier and Drakengard 3.Otras obras suyas incluyen a la serie tipo anime basada en Nier: Automata, llamada Nier: Automata Ver1.1a, fungiendo como coescritor junto al director de la serie Ryouji Masuyama.
Yoko siempre ha mencionado que no le gustan las entrevistas, y de acuerdo a su columna en Famitsu, se debe a que él piensa que los desarrolladores de videojuegos no son comentaristas ni animadores, y cree que los temas que ellos tratan serían demasiado aburridos para aquellos que leen o escuchan. Sin embargo cuando es entrevistado prefiere llevar puesta una máscara para evitar las fotografías, en una entrevista sobre Drakengard 3, utilizó un títere de mano. También mencionó que le gusta ser sincero cuando da entrevistas, pues cree que los fanáticos de los videojuegos merecen honestidad.

### Escritura
Yoko es reconocido por crear videojuegos con atmósferas oscuras, perturbadoras o inusuales, es por esa razón que fue contratado para trabajar en Monster × Dragon. su metodología de escritura, que él no ha visto en otras historias de ficción, se llama «escritura en reversa, o escritura al revés». y él mismo la define como comenzar la historia por el final de ella, y después escribir en reversa desde ahí. Después de eso crea los puntos centrales de la trama y los picos emocionales dentro de la narrativa, añade detalles y los dispersa por toda la historia para que así el jugador pueda tener una conexión emocional estable con la historia. También usa otro método secundario llamado «pensamiento fotográfico» en conjunto con su método de escritura principal. Yoko lo define como un método para visualizar y mantener en orden los eventos y picos emocionales a través de la historia. ha citado como fuente de inspiración a su método a The Memory Palace of Matteo Ricci de Jonathan Spence. Siempre ha tenido un entusiasmo por experimentar con los formatos del videojuego, pues cree que hay muchas convenciones en el mercado del videojuego que impiden desarrollar toda la imaginación de los desarrolladores.Varios de sus juegos son un reflejo de sus propios sentimientos hacía la muerte y su cuestionamiento socrático sobre el concepto. Yoko también piensa que la comida es una herramienta importante a la hora de crear un juego, pues cree que diferentes tipos de comida de todas partes del mundo lo ayudan a entender a las personas a las que van dirigidos sus juegos.
Yoko tuvo influencia de varios juegos contemporáneos a Drakengard para su creación, Yoko notó varias cosas en común en varios juegos, y era que el jugador obtenía mejores puntajes al eliminar docenas o miles de enemigos de formas espectaculares. dado que el concepto de matar y disfrutarlo le parece loco para él, suele diseñar a los protagonistas principales de sus juegos con características dementes. Aunque también ha querido explorar que es lo que provoca que una persona mate a otra,más adelante, en Nier y Drakengard 3, Yoko trato de implementar la idea de un evento terrible donde dos bandos crean que están haciendo lo correcto. Para Nier, Yoko se inspiró en los atentados del 11 de septiembre y la guerra contra el terrorismo. una de las influencias directas para Nier fueron las mecánicas de juego de la serie God of War, saga que tanto él como Yosuke Saito admiraban. En varias ocasiones también ha dejado en claro su claro disgusto por el clásico personaje femenino en los videojuegos llamándolas «planas y olvidables» este disgusto lo ha demostrado con uno de sus personajes, Furiae, un personaje importante en Drakengard. otro de los personajes a los que más esfuerzo le ha puesto es a Zero, el protagonista de Drakengard 3mientras la creaba, Yoko creyó que sería interesante tener un personaje que en el pasado fuera prostituta, pues era un tipo de personaje que era raro de ver en un videojuego .En general Yoko no considera que sus obras no son tan oscuras como los demás las describen, sin embargo ha admitido que le gusta incluir elementos algo oscuros a sus historias. otra notable influencia en sus videojuegos es el juego de género matamarcianos Ikaruga; pues las secciones de bullet hell en Drakengard y Nier están fuertemente inspiradas en este género; este tipo de juegos también enseñó a Yoko sobre la sincronización del juego con la banda sonora.

## Obras

### Videojuegos
| Año  | Título                                | Rol                                |
| ---- | ------------------------------------- | ---------------------------------- |
| 1996 | Alpine Racer 2                        | diseñador de fondos                |
| 1998 | Time Crisis II                        | diseñador de fondos                |
| 2000 | Chase the Express                     | Organizador                        |
| 2001 | Phase Paradox                         | Diseñador del juego, diseño visual |
| 2003 | Drakengard                            | Director, guionista                |
| 2005 | Drakengard 2                          | Editor de vídeo                    |
| 2010 | Nier                                  | Director, guionista                |
| 2011 | Monster × Dragon                      | Supervisor del guión               |
| 2012 | Demons' Score                         | Apoyo del organizador              |
| 2013 | Drakengard 3                          | Director creativo, guionista       |
| 2017 | Nier: Automata                        | Director, guionista                |
| 2017 | SINoALICE                             | Director creativo                  |
| 2019 | Final Fantasy XIV: Shadowbringers     | Guionista deYoRHa: Dark Apocalypse |
| 2021 | Nier Reincarnation                    | Director creativo                  |
| 2021 | Nier Replicant ver.1.22474487139...   | Director creativo                  |
| 2021 | Voice of Cards: The Isle Dragon Roars | Director creativo                  |
| 2022 | Voice of Cards: The Forsaken Maiden   | Director creativo                  |
| 2022 | Voice of Cards: The Beasts of Burden  | Director creativo                  |
| 2023 | 404 Game Re:set                       | Director creativo                  |

### Libros y Cómics
| Año  | Título                                                                  | Rol                |
| ---- | ----------------------------------------------------------------------- | ------------------ |
| 2013 | Drag-on Dragoon: Utahime Five                                           | Supervisor         |
| 2013 | Drag-on Dragoon: Shi ni Itaru Aka                                       | Supervisor         |
| 2014 | Drag-on Dragoon 3: Story Side                                           | Supervisor         |
| 2014 | Thou Shalt Not Die                                                      | Creador y escritor |
| 2017 | NieR:Automata: Short Story Long                                         | Escritor           |
| 2018 | NieR:Automata - YoRHa Boys                                              | Supervisor         |
| 2020 | YoRHa: Pearl Harbor Descent record – A NieR:Automata Story              | Escritor           |
| 2021 | Nier Replicant Ver 1.22474487139… Project Gestalt Recollections –File01 | Escritor           |
| 2021 | Nier Replicant Ver 1.22474487139… Project Gestalt Recollections –File02 | Escritor           |
| 2021 | Game Creators of Biography (Yoko Taro-hen)                              | Escritor, él       |

### Televisión
| Año  | Título                 | Rol         |
| ---- | ---------------------- | ----------- |
| 2023 | Nier: Automata Ver1.1a | Escritor    |
| 2023 | KamiErabi God.app      | Organizador |

### Obras de teatro
| Año  | Título                      | Rol               |
| ---- | --------------------------- | ----------------- |
| 2014 | YoRHa Stage Play, Ver. 1.0  | Escritor, Creador |
| 2015 | YoRHa Stage Play, Ver. 1.1  | Escritor          |
| 2016 | Thou Shalt Not Die Zero     | Creador           |
| 2018 | YoRHa Musical Ver. 1.2      | Escritor          |
| 2018 | YoRHa Boys Ver. 1.0         | Escritor          |
| 2019 | Thou Shalt Not Die Zero_KAI | Escritor          |
| 2019 | YoRHa Ver. 1.3a             | Escritor          |
| 2020 | YoRHa Ver. 1.3aa            | Escritor          |
| 2020 | YoRHa Girls Ver. 1.1a       | Escritor          |
| 2021 | Bakuken                     | Escritor          |

### Vídeos musicales
| Año  | Título     | Artista    | Rol      | Notas                                    |
| ---- | ---------- | ---------- | -------- | ---------------------------------------- |
| 2023 | "Antinomy" | Amazarashi | Escritor | Tema de cierre de Nier: Automata Ver1.1a |

## Leer más
- Taro, Yoko (2021). «Yoko Taro-hen». Game Creators of Biography (en japonés). Tokyo: Cycomi.
- Turcev, Nicolas (2019). The Strange Works of Taro Yoko: From Drakengard to Nier: Automata. Foreword by Yoko Taro. Toulouse: Third Éditions. ISBN 978-23-7784-048-9.